# Joël Epalle
Joël Dieudonné Martin Epalle Newaka (Matomb, 20 februari 1978) is een Kameroense voormalig voetballer die als middenvelder speelde. Hij speelde onder meer voor Panathinaikos, Iraklis Saloniki, VfL Bochum en FK Bakoe.
Epalle speelde 32 wedstrijden voor de Kameroense nationale ploeg, daarin kon hij twee keer scoren. Met het Kameroens olympisch elftal won hij de Olympische Zomerspelen 2000. Ook won hij met Kameroen het Afrikaans kampioenschap voetbal 2002.